# Platon (Rożdiestwienski)

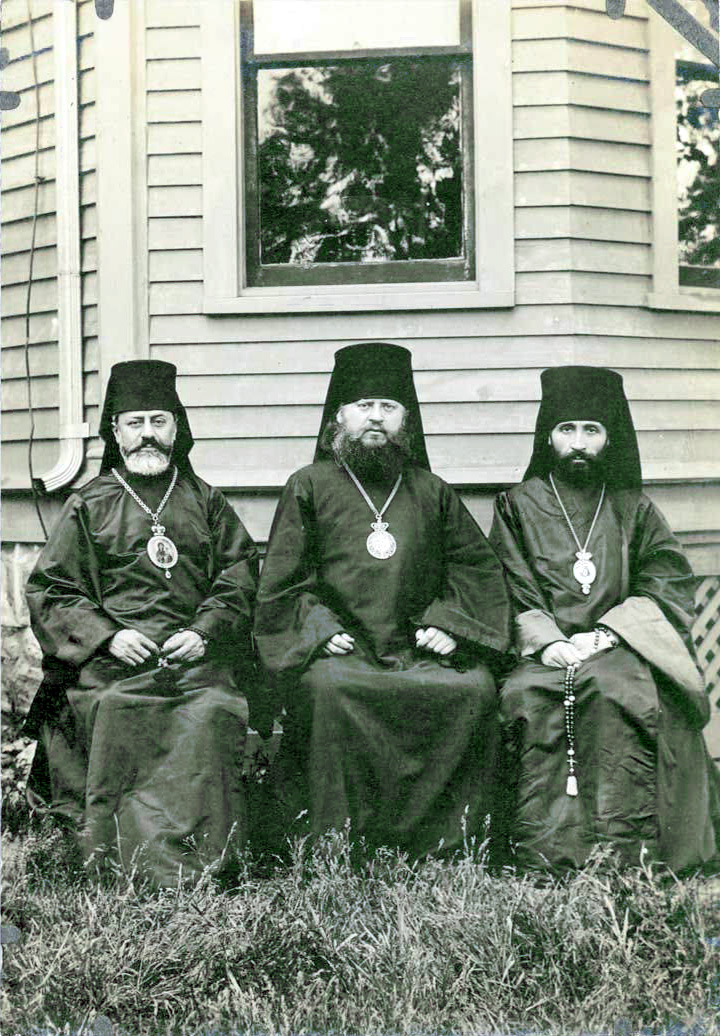
Jako arcybiskup amerykański z wikariuszami archieparchii: biskupem Brooklynu Rafałem oraz biskupem Alaski Aleksandrem (z prawej)

Platon, imię świeckie Porfirij Fiedorowicz Rożdiestwienski (ur. 11 grudnia?/23 grudnia 1865 w guberni kurskiej, zm. 7 kwietnia 1934 w USA) – biskup Rosyjskiego Kościoła Prawosławnego. Ostatni egzarcha Gruzji w episkopacie tegoż Kościoła, następnie metropolita całej Ameryki i Kanady. W 1924 w niejasnych okolicznościach odwołany z urzędu przez patriarchę moskiewskiego Tichona, odmówił wykonania jego polecenia i został wykluczony z Kościoła jako sprawca rozłamu w kanonicznej Cerkwi. Mimo to przez kolejne 10 lat, do swojej śmierci, kierował autonomiczną Metropolią amerykańską, złożoną z dawnych struktur Rosyjskiego Kościoła Prawosławnego na kontynencie amerykańskim, które nie uznały ważności dekretu patriarchy. Uważany za współtwórcę autokefalii Kościoła Prawosławnego w Ameryce.

## Życiorys

### Młodość i wczesna działalność
Urodził się w rodzinie kapłana prawosławnego. W 1886 ukończył naukę w seminarium duchownym w Kursku, po czym ożenił się. 6 stycznia 1887 przyjął święcenia kapłańskie i został skierowany do pracy duszpasterskiej w eparchii kurskiej. W 1891, po urodzeniu córki, zmarła jego żona.
W 1895 duchowny ukończył Kijowską Akademię Duchowną. Będąc jeszcze studentem, w 1894, złożył wieczyste śluby zakonne, przyjmując imię zakonne Platon. Po ukończeniu nauki został zatrudniony w Akademii jako wykładowca. W 1898 uzyskał tytuł naukowy magistra nauk teologicznych, zaś w 1902 stanął na czele uczelni jako jej rektor. W tym samym roku miała miejsce jego chirotonia na biskupa czehryńskiego, wikariusza eparchii kijowskiej. Był deputowanym II Dumy (wybrany w 1907).

### Przed rewolucją październikową
8 czerwca 1907 biskup Platon został podniesiony do godności arcybiskupiej i przeniesiony na katedrę Aleutów i Ameryki Północnej. Na katedrze tej kontynuował działalność swojego poprzednika, Tichona (Bieławina), otwierając nowe parafie i prowadząc działalność misyjną. 20 marca 1914 został przeniesiony na katedrę kiszyniowską i chocimską, zaś w roku następnym, 15 grudnia, mianowany egzarchą Gruzji z tytułem arcybiskupa kartlijskiego i kachetyńskiego. Jako biskup w szczególny sposób interesował się zagadnieniami pracy misyjnej, zasiadał w organach Rosyjskiego Kościoła Prawosławnego odpowiedzialnych za tego typu działalność.
13 sierpnia 1917 został podniesiony do godności metropolity i otrzymał tytuł egzarchy Kaukazu, metropolity Tyflisu.

### Metropolita całej Ameryki i Kanady
Brał udział w Soborze Lokalnym Rosyjskiego Kościoła Prawosławnego w latach 1917–1918, w czasie którego był wymieniany jako liczący się kandydat na przyszłego patriarchę. W grudniu tego samego roku został członkiem Świętego Synodu Kościoła. W styczniu roku następnego udał się na Sobór Wszechukraiński, gdzie stał na czele delegacji reprezentującego Patriarchat Moskiewski. 22 lutego 1918 został wyznaczony na ordynariusza eparchii chersońskiej i odeskiej.
W pierwszych latach wojny domowej w Rosji zaangażował się po stronie Białych. Brał udział w organizacji Tymczasowego wyższego zarządu cerkiewnego na południowym wschodzie Rosji. W 1920 r., ewakuując się razem z odchodzącymi wojskami białych, wyjechał z Odessy do Stanów Zjednoczonych, gdzie uważano go już za zabitego przez bolszewików. Metropolita Platon został nieformalnie uznany za specjalnego przedstawiciela patriarchy Tichona w Stanach Zjednoczonych, wspierającego arcybiskupa Aleksandra (Niemołowskiego) w zarządzaniu strukturami Rosyjskiego Kościoła Prawosławnego na kontynencie amerykańskim. Ponadto w 1921 duchowny wziął udział w zjeździe rosyjskich biskupów na emigracji w Karłowicach Sremskich, gdzie został powołany do Soboru Biskupów Rosyjskiego Kościoła Prawosławnego poza granicami Rosji.
W 1922, gdy arcybiskup Aleksander zrezygnował z urzędu zwierzchnika archieparchii amerykańskiej, metropolita Platon zaczął pełnić jego obowiązki jako locum tenens, po czym został ordynariuszem archieparchii na mocy decyzji III Soboru Wszechamerykańskiego, z tytułem metropolity całej Ameryki i Kanady.
Patriarcha Tichon początkowo zatwierdził wybór metropolity Platona jako kanoniczny, jednak już w roku 1924 na łamach prasy radzieckiej ukazał się jego dekret usuwający hierarchę z urzędu z powodu „kontrrewolucyjnej działalności antyradzieckiej”. Sam duchowny uznał akt ten za wymuszony na patriarsze lub też całkowicie sfałszowany, twierdził również, że nie zapoznał się nawet z jego pełną treścią. Jego stanowisko poparł IV Sobór Wszechamerykański, zwołany w tym samym roku w Detroit, który ogłosił również, iż wobec niemożności utrzymywania normalnych stosunków między patriarchą Moskwy a podległą mu strukturą w Ameryce ta ostatnia ogłasza czasową autonomię, do momentu zwołania w Rosji soboru lokalnego. Z powodu odmowy wykonania polecenia Tichona metropolita Platon został uznany za sprawcę schizmy w Kościele, wyłączony z Rosyjskiego Kościoła Prawosławnego, zaś o jego losach miał przesądzić sąd biskupów.
Metropolita Platon pozostawał również hierarchą Rosyjskiego Kościoła Prawosławnego poza granicami Rosji, z którego wystąpił dopiero w 1926, razem z egzarchą zachodnioeuropejskim metropolitą Eulogiuszem. Obydwaj duchowni zaprotestowali w ten sposób przeciwko politycznemu zaangażowaniu Kościoła Zagranicznego po stronie rosyjskiej emigracji monarchistycznej.
W 1928 metropolita Platon zwrócił się do locum tenens patriarchatu moskiewskiego metropolity Sergiusza z prośbą o potwierdzenie autonomicznego statusu Metropolii (taką nazwę przyjęła archieparchia amerykańska). Nie uzyskał jednak spodziewanej aprobaty, w dodatku odmówił złożenia wymaganej przez Sergiusza obietnicy lojalności wobec rządu ZSRR. Po przedłużającej się wymianie listów metropolita Sergiusz skierował w 1933 na inspekcję do USA arcybiskupa Beniamina (Fiedczenkowa), po czym mianował właśnie jego patriarszym egzarchą w Ameryce. W Metropolii doszło do podziału. Część parafii zgłosiła akces do egzarchatu powołanego przez Sergiusza, część włączyła się do eparchii północnoamerykańskiej Kościoła Zagranicznego, jednak zdecydowana większość uważała za prawowitego metropolitę jedynie Platona. Duchowny zmarł w roku następnym, pozostając formalnie poza Rosyjskim Kościołem Prawosławnym. Został pochowany w monasterze św. Tichona w South Canaan. W 1946 patriarcha moskiewski Aleksy I symbolicznie unieważnił pośmiertnie jego usunięcie z Rosyjskiego Kościoła Prawosławnego.